# Абагар
Вижте пояснителната страница за други значения на Абагар.
„Абага̀р“ (на латински: Abagarus) е първата българска печатна книга, която съдържа елементи от новобългарския език, отпечатана на кирилица и хърватски („илирийски“). Съставена и издадена в Рим през 1651 г. от бъдещия никополски католически епископ Филип Станиславов в чест на легендарния цар Абгар V Уккама. Книгата представлява молитвеник за нуждите на католическата църква в България. От „Абагар“ днес са запазени 17 екземпляра, един от които е в България, в Националната библиотека „Св. св. Кирил и Методий“.

## Предназначение
„Абагар“ е съставен преди всичко за нуждите на католическата пропаганда сред българските павликяни и е насочен срещу определени елементи от тяхната религиозна доктрина, опитвайки се да ги примири с католицизма. Самата форма на книгата – амулет, съдържащ текст и икони – от една страна се обръща към традиционното почитане на словото от павликяните, а от друга е насочено срещу отхвърляното от тях като идолопоклонство почитане на материални предмети, кръста и иконите. По подобен начин изображенията не включват сцени на Разпятието, а само икона на свети Константин и Елена с три кръста на заден план.
Книгата е предназначена да се носи като амулет „наместо силни мощи“, във вид на свитък, навит около кръста или около лявата ръка. 
Абагар е отпечатан анопистографски на пет големи хартиени листа с широчина 44,5 см и височина 33,5 см. Шрифтът му носи белезите на босненската кирилица и е изработен от известния френски гравьор Робер Гранжон (Robert Granjon) (1582 г.) по поръчка на папа Григорий XIII. Книгата е украсена с девет гравюри, рязани на дърво, с размер 6,5×10 cm, разположени между отделните текстове. Без първата, те са дело на майстор славянин, по недоказани предположения.

## Други
На „Абагар“ е наречена улица в промишлена зона „Изток“ в София (Карта).